# Bruinvoorhoofdvireo
De bruinvoorhoofdvireo ( Pachysylvia hypoxantha synoniem: Hylophilus hypoxanthus) is een zangvogel uit de familie Vireonidae (Vireo's).

## Verspreiding en leefgebied
Deze soort komt voor in het Amazonegebied en telt zes ondersoorten:
- P. h. hypoxantha: zuidoostelijk Colombia.
- P. h. fuscicapilla: oostelijk Ecuador en noordelijk Peru.
- P. h. flaviventris: centraal Peru.
- P. h. icterica: westelijk Brazilië, zuidoostelijk Peru en noordelijk Bolivia.
- P. h. albigula: het noordelijke deel van Centraal-Brazilië bezuiden de Amazonerivier.
- P. h. inornata: noordoostelijk Brazilië bezuiden de Amazonerivier.

## Status
De grootte van de populatie is niet gekwantificeerd maar de soort wordt omschreven als algemeen. Op de Rode lijst van de IUCN heeft deze soort de status niet bedreigd.